# العلاقات التنزانية الفلسطينية
العلاقات الفلسطينية التنزانية هي العلاقات الثنائية بين فلسطين وتنزانيا. تنزانيا وحزبها الحاكم [الإنجليزية] من أشد المؤيدين لإقامة دولة فلسطينية. نشأت علاقة وثيقة بين ياسر عرفات ورئيس تنزانيا يوليوس نيريري. افتتحت سفارة فلسطين في تنزانيا عام 1973، وهي من أقدم السفارات في إفريقيا خلال حرب أوغندا وتنزانيا، دعم المقاتلون الفلسطينيون الجانب الأوغندي.

## مواقف
- في 22 يناير 2013، افتتح شارع باسم الرئيس الفلسطيني الراحل ياسر عرفات في منطقة الاوستربي، وهي حي راقي في العاصمة التنزانية.[8]
- في 2015، أكد الرئيس التنزاني جاكايا كيكويتي على ثبات مواقف بلاده تجاه القضية الفلسطينية ودعمها المستمر لنضال الشعب الفلسطيني، والتي لم تتغير منذ عهد مؤسس الدولة التنزانية، الرئيس الراحل يوليوس نيريري.[9]
- في 2019، أكد حزب "شاما شاما مندوزا" الحاكم في تنزانيا عل لسان همفري بوليبولي، رئيس لجنة السياسات والأيديولوجيا في الحزب، خلال الاجتماع المعقد بمقر الحزب في دار السلام «تأييد ودعم حق الشعب الفلسطيني في الحرية، والاستقلال، وإقامة الدولة الفلسطينية المستقلة»  [10]

- في 2020، رفضت تنزانيا صفقة القرن وأكدت على دعم موقفها الثابت تجاه القضية الفلسطينية.[11]

## العلاقات الرياضية
استضافت تنزانيا المنتخب الوطني الفلسطيني في فبراير 2011 في مباراة ودية جرت في دار السلام وانتهت بفوز تنزانيا 1-0.